# Mentanarvirðisløn Landsins
Mentanarvirðislønir landsins (dansk: Landets kulturpriser, dvs. Færøernes kulturpriser) er flere færøske kulturpriser, som er oprettet af og som overrækkes af Færøernes landsstyre, Kulturministeriet (Mentamálaráðið) en gang om året. Priserne uddeles ved en festlig begivenhed på William Heinesens fødselsdag, den 15. januar. Begivenheden ligger ikke noget bestemt sted, den har fundet sted flere steder rundt omkring på Færøerne på et af Kulturministeriet udvalgt sted. I 2016 fandt den sted i Nordens Hus i Tórshavn, i 2015 i Skálavík (Sandoy), i 2014 i Vágur (Suðuroy), i 2013 i Klaksvík (Borðoy), i 2012 i Tórshavn.
En bestyrelse af fem medlemmer giver sin nominering til kulturministeren, som så overrækker priserne. Hovedprisen, Mentanarvirðisløn landsins, er på 150.000 kroner, den næststørste pris kaldes Heiðursgáva landsins og er på 75.000 kroner, Virðisløn til ungt listafólk (Prisen til en ung kunstner) er på 50.000 kroner og sømdargáva landsins er en pris, der gives til en eller flere kunstnere i resten af deres liv engang om året, den årlige ydelse er på 20.000 kroner. Kulturministeren kan efter eget valg vælge at give andre hæderspriser end de nævnte. Afgørelsen for hvem der får de tre kulturpriser blev de første år offentliggjort ca. en måned før begivenheden, men i de senere år offentliggøres personerne først på selve dagen den 15. januar. Hovedprisen Mentanarvirðisløn Landsins blev første gang givet i 1998, Færøernes hæderspris eller hædersgave (Heiðursgáva Landsins) blev første gang givet i 2001, Prisen til en ung kunstner (Virðisløn til ungt listafólk) blev første gang givet i 2011.

## Kulturprismodtagere

### Mentanarvirðisløn landsins – Færøernes Kulturpris
Mentanarvirðisløn landsins er pr 150.000 kr. Nedenfor ses en oversigt over de kultur personer, som har modtaget prisen.
- 2021 - Olaf Johannessen
- 2020 - Sigrun Gunnarsdóttir[4]
- 2019 – Hanus G. Johansen[5]
- 2018 –  Bárður Jákupsson[6]
- 2017 –  Barbara í Gongini[7]
- 2016 – Rúni Brattaberg[8]
- 2015 – Annika Hoydal[9]
- 2014 – Tórbjørn Olsen[10]
- 2013 – Tróndur Patursson[11]
- 2012 – Tóroddur Poulsen[12]
- 2011 – Jóanes Nielsen[3]
- 2010 – Sunleif Rasmussen[13]
- 2009 – Kári Leivsson (Kári P.)
- 2008 – Ebba Hentze
- 2006 – Zacharias Heinesen
- 2005 – Tita Vinther
- 2004 – Ingen
- 2003 – Hanus Kamban
- 2002 – Gunnar Hoydal[14]
- 2001 – Eyðun Johannessen
- 2000 – Ingálvur av Reyni
- 1999 – Jens Pauli Heinesen
- 1998 – Regin Dahl

### Heiðursgáva landsins – Færøernes hædersgave
Heiðursgáva landsins er på 75.000 kr. Nedenfor ses en oversigt over de kultur personer, som har modtaget prisen.
- 2020 - Ósbjørn Jacobsen, arkitekt
- 2019 – Simme Arge Jacobsen[15]
- 2018 – Astrid Andreasen[6]
- 2017 – Frits Johannesen[16]
- 2016 – Steinprent[17]
- 2015 – Jákup Pauli Gregoriussen, arkitekt[18]
- 2014 – Tey av Kamarinum[19]
- 2013 – Árni Dahl[20]
- 2012 – Marianne Clausen[21]
- 2011 – Kristian Blak
- 2010 – Jonhard Mikkelsen
- 2009 – Laura Joensen[22]
- 2008 – Martin Tórgarð
- 2007 – ingen
- 2006 – Jógvan Isaksen
- 2005 – Emil Juul Thomsen
- 2004 – ingen
- 2003 – Ólavur Hátún
- 2002 – Axel Tórgarð
- 2001 – Fuglafjarðar Sjónleikarafelag (Fuglefjord Teaterforening)

### Pris til ung kunstner
Hædersprisen til en ung kunstner er på 50.000 kr. Prisen blev første gang tildelt i 2011. Det er en ekstra ordinær kulturpris, som bestyrelsen kan vælge at uddele.
- 2019 – Ingen pris uddelt
- 2018 – Búi Rouch, danser og koreograf
- 2017 – Konni Kass, sanger og sangskriver.[23]
- 2016 – Anna Malan Jógvansdóttir, digter[24]
- 2015 – Andrias Høgenni, filminstruktør[25]
- 2014 – Mathias Kapnas, musiker[26]
- 2013 – Trygvi Danielsen, poet, sanger[27]
- 2012 – Silja Strøm, kunstner[28]
- 2011 – Sakaris Stórá, filminstruktør

### Sømdargáva landsins - Årlig ydelse på 20.000 kr. resten af livet
- 2015 – Alexandur Kristiansen
- 2014 – Oddvør Johansen[29]
- 2014 – Katrin Ottarsdóttir
- 2012 – Ebba Hentze
- 2012 – Hanus G. Johansen
- 2012 – Guðrið Poulsen

Før 2012 har disse personer fået tildelt Sømdargáva Landsins (året for hvornår de modtog hæderen er ikke oplyst, de blev nævt af Færøernes kulturminister, Bjørn Kalsø, da han uddelte kulturpriserne for 2014, som blev sendt direkte af Kringvarp Føroya):
- Óli Petersen
- Hanus Kamban
- Rói Patursson
- Zacharias Heinesen
- Tróndur Patursson
- Bárður Jákupsson

## Andre kulturpriser fra det færøske Kulturministerium
Bestyrelsen kan vælge at give en ekstra ordinær kulturpris til en person, som de ønsker at værdsætte. I 2011 blev til givet til en ung kunstner, i 2010 blev den tildelt Jóhan Hendrik Winther Poulsen for hans store arbejde for det færøske sprog, i 2006 og 2001 blev der uddelt en ekstra ordinær kulturpris til Jón Hilmar Magnússon (2006) og til forfatteren Ebba Hentze (2001). Den ekstra ordinære kulturpris består af 50.000 kr.

### Málrøktarvirðisløn Landsins
2010: Jóhan Hendrik Winther Poulsen

### Ekstraordinær kulturpris (Serstøk virðisløn)
- 2020: Birita Poulsen, operasanger[30]
- 2019: Forlaget Leirkerið med brødrene Zacharias Zachariasen og Flóvin Tyril[31]
- 2006: Jón Hilmar Magnússon
- 2001: Ebba Hentze

## Nævnet for Færøernes Kulturpris 2017-2019
LISA er en sammenslutning af færøske kunstnere af forskellig slags. LISA er forkortet af Listasamband Føroya som betyder Færøernes Kunstforening. Medlemmerne i LISA er Arkitektafelag Føroya, Designarafelagið, Einleikarafelag Føroya, Felagið Føroysk Tónaskøld, Føroysk Myndlistafólk, Føroya Tónleikarafelag, Kórsamband Føroya, Leikarafelag Føroya, Myndlistasambandið, Rithøvundafelag Føroya og Yrkisfotografar í Føroyum. LISA udpeger tre medlemmer til nævnet. Mentamálaráðið (Kulturministeriet) vælger to medlemmer, hvoraf den ene er formand og den anden er næstformand. I perioden 2017 til 2019 er disse personer medlemmer i nævnet:
- Alda Joensen, formand
- Kim Simonsen
- Katrina í Geil
- Robert Thomassen

## Eksterne links
- Logir.fo KUNNGERÐ NR. 90 FRÁ 28. OKTOBER 2008 UM STUÐUL TIL MENTAN OG LIST (Færøsk lov om økonomisk støtte til kultur og kunst) Arkiveret 18. maj 2014 hos  Wayback Machine